# Václav Junek (trumpetista)
Václav Junek (16. dubna 1928 Kladno – 29. května 2022) byl český trumpetista a pedagog.
Studoval Pražskou konzervatoř (1951–1957) a poté Hudební akademii múzických umění v Praze (1959–1963) v oboru trubka. V roce 1957 získal 2. místo v Mezinárodní soutěži ve Vídni. Působil v Armádním uměleckém souboru (1949–1958), Symfonickém orchestru hlavního města Prahy FOK (1958–1961) a České filharmonii (1961–1994).
Vyučoval na Konzervatoři v Praze (1960–1984) a od roku 1969 na Hudební akademii múzických umění v Praze. Mezi jeho žáky patří mimo jiné Miroslav Kejmar, Vladimír Rejlek, Zdeněk Šedivý, Jan Hasenöhrl, Jaroslav Rouček, Ladislav Kozderka, Marek Vajo, Jiří Houdek, Antonín Pecha, Jaroslav Suchan , Jindřich Parma a mnoho dalších.